# Natan Peled
Natan Peled (în ebraică נתן פלד; n. 3 iunie 1913, Odessa, Imperiul Rus – d. 8 ianuarie 1992, Israel) a fost un politician israelian, ministru pentru Aliya și integrare (1970-1974). 

## Biografie
Peled s-a născut în 1913, în Odesa, pe atunci parte a Imperiului Rus. La vârsta de 8 ani, a emigrat împreună cu familia în România, stabilindu-se în Basarabia. În adolescență a devenit membru al mișcării Hașomer Hațair, ajungând secretar al conducerii organizației din România.
A emigrat în 1933 în Palestina, unde a început să activeze în mișcarea socialist-evreiască. În 1956 a ajuns secretar al Partidului Laburist Israelian (Mapam), funcție pe care a îndeplinit-o până la numirea sa în funcția de ambasador al Israelului în Bulgaria. În 1960 a devenit ambasador în Austria, funcție pe care a exercitat-o până în 1963. În 1965 a fost ales deputat în Knesset. În 1970 a fost numit în funcția de ministru pentru Aliya și integrare, în guvernul condus de Golda Meir. A exercitat această funcție până în 1974. 
A decedat în 1992, la 78 de ani.